# Albert Hart
Albert Bushnell Hart, född 1 juli 1854, död 16 juli 1943, var en amerikansk historiker.
Hart var professor i historia vid Harvard University 1886-1910, från 1910 i statskunskap. Han utgav de stora serieverken Epochs of American history (3 band, 1891-93) och American history told by contemporaries (4 band, 1898-1901), samt har själv författat bland annat Guide to the study of American history (1897, ny upplaga 1912), National ideals historically traced (1907), samt Monroe doctrine (1916).